# Majdowski
Majdowski, Majdowski Potok, Potok Majdowski – potok, lewostronny dopływ Ochotnicy.
Potok wypływa na wysokości około 810 m na południowych stokach grzbietu Jaworzynki Gorcowskiej i spływa w kierunku południowym przez osiedle Majdówka należące do miejscowości Ochotnica Górna w województwie małopolskim, w powiecie nowotarskim, w gminie Ochotnica Dolna. W zabudowanym obszarze tego osiedla uchodzi do Ochotnicy na wysokości około 575 m. Cała jego zlewnia znajduje się w granicach wsi Ochotnica Górna.
Jest to niewielki potok o długości około 1,5 km. Większa część jego zlewni to zabudowane lub pokryte polami uprawnymi obszary wsi Ochotnica Górna.